# Torre degli Incurabili
La torre degli Incurabili è un edificio, ubicato nella periferia del comune di Giugliano in Campania, nella località di Varcaturo, in provincia di Napoli. 

## Descrizione
È costituito dalla Torre e dalla Masseria. Il complesso era parte integrante di un vasto sistema di masserie, distribuito sul territorio dell'agro giuglianese. La torre ha una base ottagonale e si presenta a forma di trono di piramide, arrivando a circa 15 metri di altezza. La sua forma fa immaginare legami con la corrente esoterica. Diverse sono le ipotesi del suo utilizzo. Si ritiene che fosse stata costruita per svolgere la funzione di mulino a vento, data l'alta vocazione agricola del territorio, si tratterebbe quindi di un esempio di archeologia industriale. Nel corso del 1700, il complesso veniva utilizzata come luogo di ricovero per i malati, principalmente di peste. In seguito la torre fu colpita da un violento incendio che distrusse le zone circostanti.
Numerose sono le leggende riguardanti la torre che narrano di apparizioni e fantasmi, infatti la zona giuglianese in cui è localizzata la torre è desolata e disabitata, inoltre è stato vietato l’ingresso al pubblico poiché si racconta che sia una torre infestata da fantasmi.